# Penisring

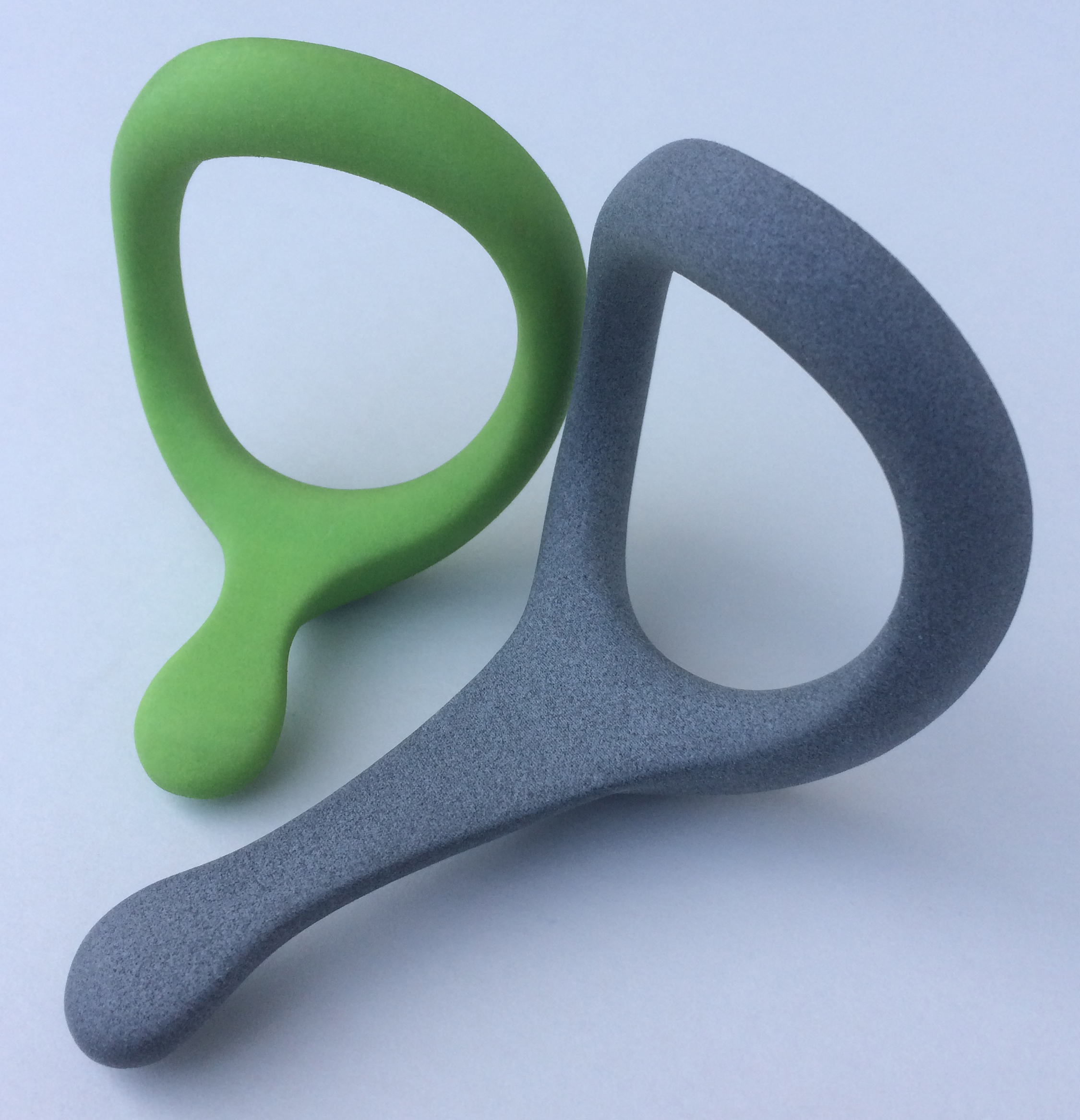
Penisringe aus Nylon mit Verlängerung zum Perineum

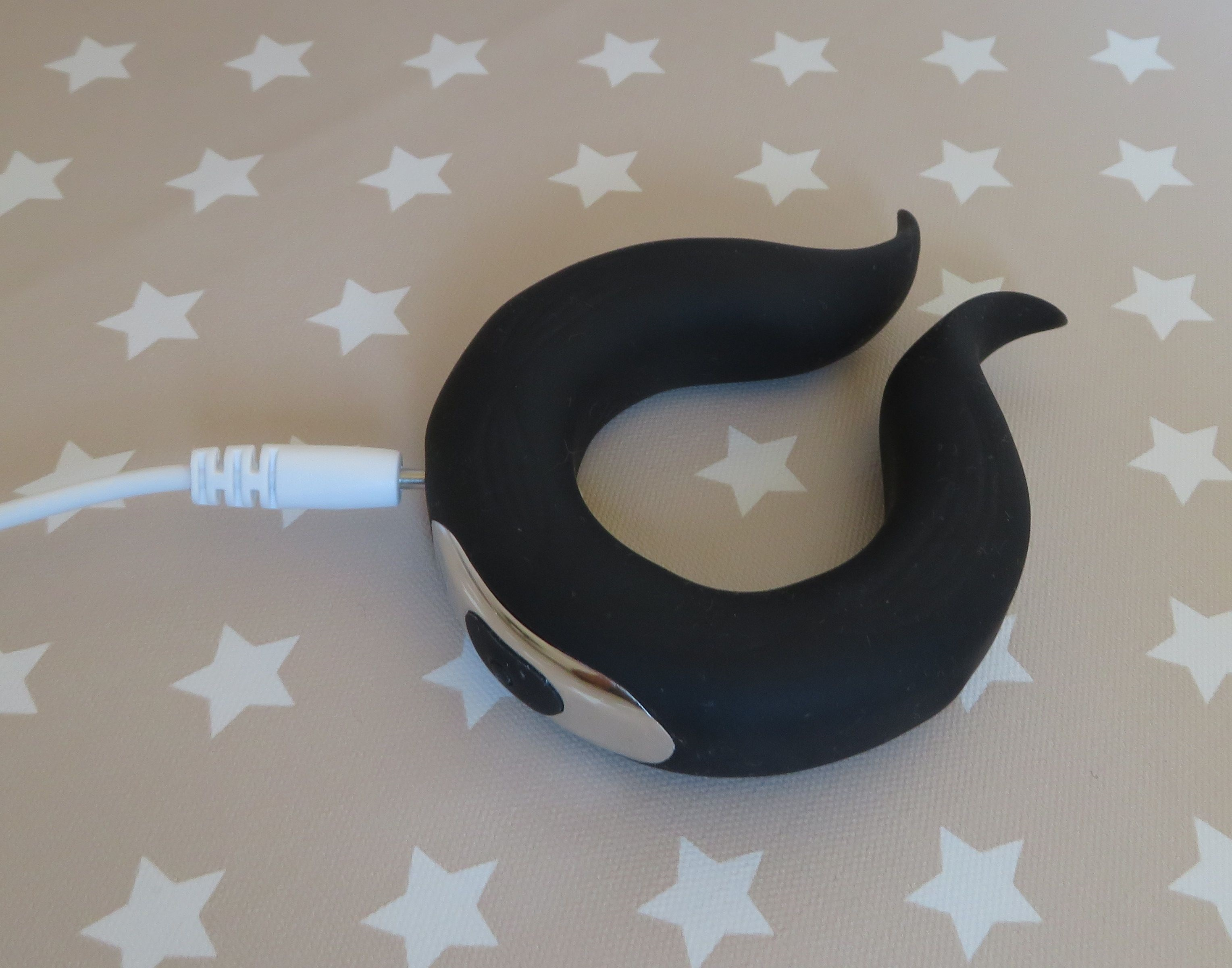
Flexibler Vibrator-Penisring aus Silikon. Da er nicht geschlossen ist, kann man ihn problemlos abnehmen.

Ein Penisring, auch Cockring (engl. cock ring), ist ein aus Leder, Latex, Gummi, Silikon, weichem Kunststoff oder Metall gefertigter Ring, der um Penis, Eichel oder Hodensack gelegt wird. Als Intimschmuck werden aus Metall (hand)gefertigte Ringe z. B. hinter der Eichel getragen. Ein Penisring kann bei einer erektilen Dysfunktion oder generell zur Verstärkung und Verlängerung der Erektion bei verschiedenen Sexualpraktiken eingesetzt werden. Um das Skrotum getragene Ringe halten die Hoden auch während des Orgasmus an einem Ort, was den Orgasmus verstärken soll.

## Varianten
Neben einzelnen Ringen gibt es auch mehrfache Ringe, die z. B. gleichzeitig um Penis und Hoden getragen werden. Zur Stimulation von Klitoris, Vulva oder Anus werden Ringe mit entsprechenden Zusätzen angeboten. Durch einen eingebauten Vibrator soll diese Stimulanz oder die Erektion durch die Vibrationen verstärkt werden. Um das Geschlechtsteil zu betonen, gibt es Unterwäsche und Badebekleidung mit einem eingebauten Cockring. Der sogenannte Domina-Grip verfügt über zwei Gummibänder, die über Penis und Hoden getragen werden.

## Anwendung
In einer geeigneten Größe werden Penisringe bis zum oder über den Hodensack angelegt. Beim Anlegen sollte darauf geachtet werden, dass der Ring richtig sitzt und sowohl den Penis als auch die Hoden sicher umfasst, ohne die Blutzirkulation oder den Lymphfluss zu beeinträchtigen. Bei größeren Cockringen werden die Hoden durch den Ring gedrückt, was einen festen Halt und verstärkte Stimulation ermöglicht. Beim Anlegen des Rings ist es wichtig, die Hoden vorsichtig in den Ring zu schieben und sicherzustellen, dass der Ring gleichmäßig und ohne Druckstellen sitzt. Mit der Erektion tritt der gewünschte Effekt ein, und der Penis wird als größer und härter empfunden. Ringe aus unflexiblem Material und ohne Öffnungsmechanismus können erst nach dem Abklingen der Erektion einfach entfernt werden. Cockringe werden auch im Rahmen von Cock and Ball Torture (CBT) angewendet und z. B. ähnlich einem Hodenparachute exklusiv am Hodensack getragen.

## Gefahren
Bei einem zu engen oder schmalen geschlossenen Cockring oder einer zu langen Benutzung besteht die Gefahr einer Schädigung des Penis oder einer schmerzhaften Dauererektion. 

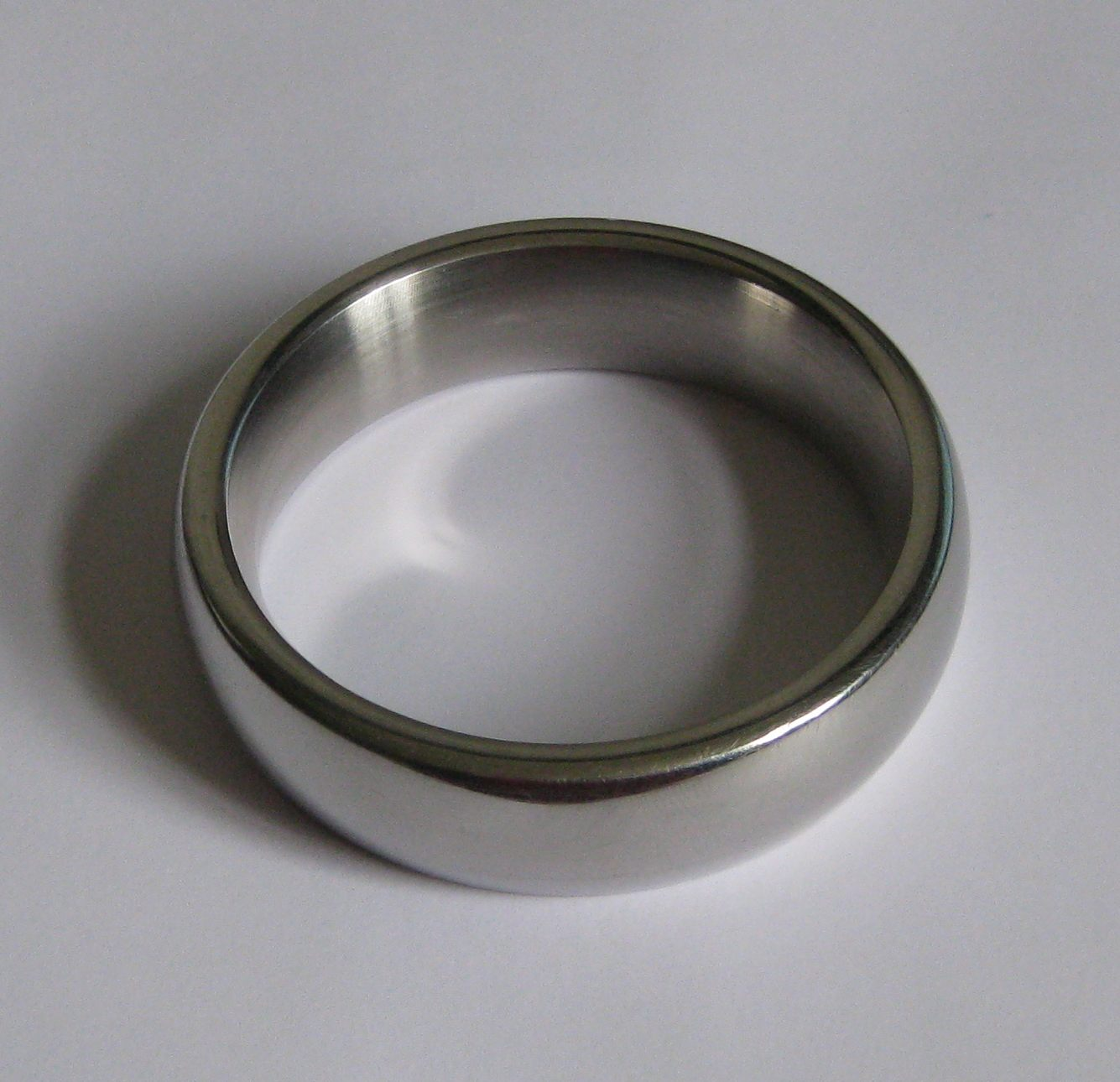
Cockring aus Metall
Entfernung des Frenulums - Penisring aus Wolframcarbid

Cockringe aus Metall sind beliebt, da sie aus optischer, hygienischer und funktioneller Sicht Vorteile haben, wie z. B. oft ein abschraubbares Segment zum einfachen und sicheren Abnehmen. Bei der Benutzung zu kleiner Metallringe besteht die Gefahr, dass durch die Erektion der Ring nicht mehr abgenommen werden kann. In einem solchen Fall muss schnellstmöglich medizinische Hilfe beansprucht werden. Diese Gefahr ist bei Cockringen aus Leder, Gummi, Silikon oder einem weichen Kunststoff geringer, und der Ring kann gegebenenfalls einfach durchtrennt werden. Manche Cockringe aus Leder lassen sich mit Druckknöpfen auf verschiedene Größen einstellen und einfach entfernen.